# Старорусский язык
Старору́сский (великору́сский) язык (старорусский, или великорусский период истории русского языка) — русский язык XIV—XVII веков со времени разделения древнерусского языка на самостоятельные (велико)русский, белорусский и украинский языки до петровских реформ. Термин старорусский применяется преимущественно к единицам языка (словам) для определения их возраста или времени письменной фиксации.

## Контекст
В истории русского языка выделяется три основных периода: древнерусский, общий для русского, белорусского и украинского языков (VI—XIV веков), старорусский или великорусский (XIV—XVII веков) и период национального русского языка (с середины XVII века).

## Лингвистическая характеристика
В этот период начинают формироваться фонетическая, морфологическая и синтаксическая системы, близкие системам современного русского языка, происходят такие языковые изменения, как:
- изменение е в о после мягких согласных перед твёрдыми: [н’ес] > [н’ос];
- окончательное формирование системы оппозиций твёрдых / мягких и глухих / звонких согласных;
- замена согласных ц, з, с в формах склонения на к, г, х (рукѣ, ногѣ, сохѣ вместо руцѣ, нозѣ, сосѣ); в украинском и белорусском языках такие падежные чередования сохраняются: укр. на руці, на нозі; бел. на руцэ, на назе;
- утрата категории двойственного числа;
- утрата формы звательного падежа, которая стала заменяться формой именительного падежа (брат!, сын!), звательный падеж сохраняется в украинском языке и частично в белорусском: укр. брате!, сыну!; бел. браце!;
- появление и широкое распространение флексии -а у существительных в форме именительного падежа множественного числа (города, дома, учителя) при её отсутствии в подобных формах в украинском и белорусском: укр. доми, вчителі; бел. гарады, дамы, вучыцелі;
- унификация типов склонения;
- изменение адъективных окончаний [-ыи̯], [-ии̯] в [-ои̯], [-еи̯] (простый, сам третий изменяются в простой, сам трете́й);
- появление форм повелительного наклонения с к, г вместо ц, з (пеки вместо пеци, помоги вместо помози) и на -ите вместо -ѣте (несите вместо несѣте);
- закрепление в живой речи одной формы прошедшего времени у глаголов — бывшего причастия на -л, входившего в состав форм перфекта;
- появление таких общевеликорусских слов, как крестьянин, мельник, пашня, деревня и многих других.

## Диалекты
Среди диалектов, сложившихся на будущей великорусской территории во второй половине XII — первой половине XIII века (новгородский, псковский, смоленский, ростово-суздальский и акающий диалект верхней и средней Оки и междуречья Оки и Сейма), ведущим становится ростово-суздальский, в первую очередь его московские говоры. Со второй четверти XIV века Москва становится политическим и культурным центром великорусских земель, а в XV веке под властью Москвы объединяются обширные русские земли, включённые в Великое княжество Московское. На основе главным образом московских говоров, а также некоторых языковых элементов других русских диалектов (рязанских, новгородских и т. д.) к XVI веку постепенно вырабатываются нормы московской разговорной речи, сочетающие в себе севернорусские (согласная взрывного образования г, твёрдое т в окончаниях глаголов 3-го лица и т. д.) и южнорусские черты (аканье и т. д.). Московское койне становится образцовым, распространяется в остальных русских городах и оказывает сильное влияние на древнерусский письменный язык. Дополнительно на унификацию языка оказывает влияние появившееся в XV—XVI веках книгопечатание, при котором церковные и гражданские книги стали издаваться со шрифтом полуустав. На языке с московской разговорной основой были написаны многие официальные документы и произведения XV—XVII веков («Хожение за три моря» Афанасия Никитина, сочинения Ивана IV Грозного, «Повесть о Петре и Февронии Муромских», «Повесть о псковском взятии», сатирическая литература и т. д.).
В старорусский период изменяется диалектное членение русского языка, к XVII веку формируются две большие диалектные группировки — севернорусское и южнорусское наречия, а также переходные между ними среднерусские говоры.

## Письменный язык
В XIV—XVII веках постепенно формируется литературное двуязычие, сменившее диглоссию: церковнославянский язык русского извода продолжает сосуществовать с собственно русским литературным языком с народной речевой основой. Между данными идиомами возникают различные переходные типы. В литературно-языковых процессах отмечаются противоречивые тенденции: с одной стороны, с конца XIV века появляется литература разных жанров на народно-речевой основе, доступная широким слоям русского общества, с другой — под влиянием так называемого второго южнославянского влияния усиливается архаизация языка многих произведений; формируемое при этом книжное «плетение словес» всё сильнее расходится с народной речью того времени.
Немецкий филолог Генрих Лудольф писал: «Но точно так же, как никто из русских не может писать или рассуждать по научным вопросам, не пользуясь славянским языком, так и наоборот — в домашних и интимных беседах нельзя никому обойтись средствами одного славянского языка, потому что названия большинства обычных вещей, употребляемых в повседневной жизни, не встречаются в тех книгах, по каким научаются славянскому языку. Так у них говорится, что разговаривать надо по-русски, а писать по-славянски.». Новаторским в этом смысле было «Житие протопопа Аввакума», написанное «природным русским языком», то есть, во многом, просторечием. Это хорошо видно из сопоставления следующих примеров:

Посем привезли в Брацкой острог, и в тюрму кинули, соломки дали... Что собачка в соломке лежу: коли накормят, коли нет. Мышей много было, я их скуфьею бил, — и батошка не дадут дурачки! Всё на брюхе лежал: спина гнила. Блох да вшей было много... А жена з детми верст з дватцеть была сослана от меня. Баба ея Ксенья мучила зиму ту всю, — лаяла да укоряла.
— «Житие протопопа Аввакума»

Такожде и в сие наше время благоволи господь Бог крепкаго нашего самодержца и благохотнаго всем человеком и милостивого царя, гневаяся на люди, отняти. Который бы ради своего мудраго разсмотрительства и великого милосердия, аще не бы его болезнь постигла, народное бедство всячески бы возмогл успокоити. Уже бо в царствующем граде гнев Божий от налогов начальнических и неправедных судов возгаратися нача, и мысли у людей такожде начаша развращатися.
— Созерцание краткое лет 7190, 91 и 92, в них же что содеяся во гражданстве Сильвестра (Медведева)
В XVI веке осуществилась грамматическая нормализация московского письменного языка, который стал единым общегосударственным языком Русского царства. В связи с великодержавными притязаниями Московского царства на роль Третьего Рима, московский деловой язык с конца XV — начала XVI века подвергался сознательной архаизации и регламентации по образцу литературного славяно-русского языка (сравни, например, преобладание в XVI веке форм местоимений тебѣ, себѣ при господстве народных тобѣ, собѣ в XV веке). В высоком книжно-риторическом стиле образовывались искусственные неологизмы по архаическим моделям, сложные слова (типа великозлобство, зверообразство, властодержавец, женочревство и тому подобное).
Церковно-славянская орфография была кодифицирована в грамматике Л. И. Зизания (1596) и Мелетия Смотрицкого (1619). Столетием позже В. К. Тредиаковский ещё во время учёбы в Славяно-греко-латинской академии обратил внимание на то, что стремление Смотрицкого брать за основу русской грамматики формальные греческие образцы противоречит природе славянской речи. Затем Максим Грек в издании 1648 года придал грамматике Смотрицкого сакральную значимость, что спустя сто лет потребовало переосмысления. До Тредиаковского это начал делать В. Е. Адодуров в своей «Грамматике», написанной в конце 40-х гг. XVIII в., и Василий Кириллович его упоминает, хотя и не называя имени — как «такова человека, бывшаго некогда при Академии…».
Московский приказный язык, почти свободный от церковнославянизмов, к началу XVII века достиг большого развития. Он применялся не только в государственных и юридических актах, договорах, но на нём велась и почти вся корреспонденция московского правительства и московской интеллигенции, на нём же писались статьи и книги самого разнообразного содержания: своды законов, мемуары, хозяйственные, политические, географические и исторические сочинения, лечебные, поваренные книги.
Юго-западное влияние, исходившее из Речи Посполитой, несло с собою в русскую литературную речь поток европеизмов. В XVII веке возросло влияние латинского языка, который был интернациональным языком науки и культуры (ср. латинизмы в русском языке XVII века — в кругу терминов математики: вертикальный, нумерация, мультипликация, то есть умножение, фигура, пункт, то есть точка, и тому подобное; в географии: глобус, градус и др.; в астрономии: деклинация, минута и другое; в военном деле: дистанция, фортеция; в гражданских науках: инструкция, сентенция, апелляция). Влияние латинского языка отразилось также на синтаксической системе русского языка — на конструкции книжного периода. В роли поставщика европейских научных, юридических, административных, технических и светско-бытовых слов и понятий выступал также польский язык.